# Alexander Popham

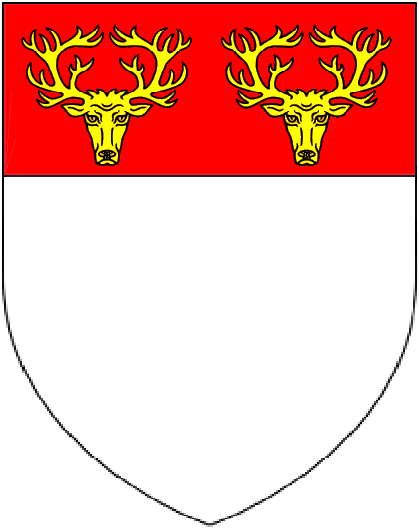
Armoiries de Popham : d'argent au chef de gueules coiffé de deux têtes de cerf

Alexander Popham, de Littlecote , Wiltshire (1605-1669) est un homme politique anglais qui siège à la Chambre des communes plusieurs fois  entre 1640 et 1669. Il est le mécène du philosophe John Locke. 

## Jeunesse
Popham est né à Littlecote House dans le Wiltshire, fils de Francis Popham et d'Anne Gardiner Dudley, et petit-fils de John Popham et de son épouse Amy Games. Il fait ses études au Balliol College d'Oxford et est admis au Middle Temple en 1622. 

## Antebellum
Popham est une figure éminente et juge de paix à Somerset. En avril 1640, il est élu député de Bath dans le Court Parlement. Il est réélu député de Bath pour Long Parlement en novembre 1640 . 

## Guerre civile et interrègne
Popham vient d'une famille presbytérienne. Il soutient la cause parlementaire et combat dans l'armée parlementaire avec le grade de colonel. Une garnison est alors stationnée à Littlecote House. En dépit de son presbytérianisme, ses sympathies vont vers l'armée pendant la seconde guerre civile, et il survit à la purge de Pride à la fin de 1648. Après l'exécution du roi Charles Ier et la fondation du Commonwealth, il siège au Conseil d'État. 
En 1654, il est à nouveau élu député de Bath au Parlement du Premier Protectorat. Il est élu député du Wiltshire dans le Deuxième Parlement du Protectorat et de Minehead au Troisième Parlement du Protectorat. Il ne soutient pas le protectorat et, bien qu'il ait siégé dans les parlements du protectorat, il refuse de siéger dans l'autre chambre de Cromwell (1657-1658). 

## Restauration
En avril 1660, il est à nouveau élu député de Bath au Parlement de la Convention. Après la restauration de la monarchie, il fait la paix avec Charles II et l'invite à dîner à Littlecote. Il est réélu député de Bath en 1661 au Parlement cavalier. 

## Mariage et enfants
Popham épouse Letitia Carre, fille de William Carre de Ferniehurst, en Écosse, demi-frère de Robert Carre, favori du roi Jacques Ier. Par sa femme, il a huit enfants, dont: 

### Fils
- Francis Popham (décédé le 28 août 1674), de Littlecote , Wiltshire, qui épouse Helena Rogers et a pour enfants: 
  - Alexander Popham, qui épouse Anne Montagu, fille de Ralph Montagu. Leur fille, Elizabeth (décédée le 20 mars 1761), se marie d'abord avec Edward Montagu, vicomte Hinchingbrooke, et ensuite avec Francis Seymour, de Sherborne, dans le Dorset.
  - Letitia Popham (décédée en 1738), qui épouse Edward Seymour, 5e baronnet, le beau-fils de sa tante. Son fils Edward Seymour, 8e duc de Somerset, hérite du duché de son cousin éloigné, Algernon Seymour, décédé en 1750 sans enfants.

### Filles
- Essex Popham, fille aînée, qui se marie le 17 août 1663 avec John Poulett et a des enfants.
- Letitia Popham (décédée le 16 mars 1714), qui devient la deuxième épouse de Edward Seymour, de Berry Pomeroy dans le Devon.

## Neveu sourd
Il ne faut pas confondre cet Alexander Popham avec son neveu Alexander Popham, fils de son frère Edward Popham, qui est né sourd et à qui deux scientifiques, John Wallis et William Holder enseignent à parler. Il est considéré comme l’un des premiers cas de sourd de naissance qui apprend à parler. 